# محوطه و بقایای قلعه پوده
محوطه و بقایای قلعه پوده مربوط به سده ۵ تا ۱۳ ه است و در شهرستان تربت جام، ۷ کیلومتری جنوب شرق روستای خیرآباد واقع شده و این اثر در تاریخ ۱۶ اسفند ۱۳۸۴ با شمارهٔ ثبت ۱۴۳۱۳ به‌عنوان یکی از آثار ملی ایران به ثبت رسیده‌است.